# フュッセン条約
フュッセン条約 (フュッセンじょうやく、独: Frieden von Füssen) は、1745年4月22日にフュッセンで締結されたオーストリア継承戦争における講和条約である。バイエルンとオーストリアの間に結ばれた。
バイエルンはフランスの支援もあって戦争当初はオーストリアに対し優勢であり、カール7世はヴィッテルスバッハ家宿願の神聖ローマ皇帝となった。しかしオーストリアの反撃を受けてバイエルンに攻め込まれ、ミュンヘンの争奪が繰り返されることとなった。カール7世は逃亡して諸侯の宮廷を転々としているうちに健康を損ない、1745年1月に没した。
後継のマクシミリアン3世ヨーゼフはすぐにオーストリアとの和平交渉を開始したが、同盟国フランスの干渉もあってすぐには決断されなかった。しかしオーストリアの攻勢の前にミュンヘンを含むバイエルンの大半を占領され、さらに4月15日のプファッフェンホーフェンの戦いで連合軍がオーストリアに敗れたことから単独講和に踏み切った。
オーストリアはシュレージエンを巡ってプロイセンと戦っており、バイエルンの領土獲得は諦めた。その代わりバイエルンはオーストリアに対する全ての継承権を放棄し、マリア・テレジアの継承を認め、次の皇帝選挙では彼女の夫フランツ・シュテファンに投票することを約束した。また叔父であるケルン大司教クレメンス・アウグストと同族のプファルツ選帝侯カール・テオドールに対してフランツに投票するよう働きかけることを了承した。

## 参考資料
- 林健太郎、堀米雇三 編『世界の戦史6 ルイ十四世とフリードリヒ大王』（人物往来社、1966年）
- ゲオルク・シュタットミュラー 著＼丹後杏一 訳『ハプスブルク帝国史 人間科学叢書15』（刀水書房、1989年）